# Kamil Susko
Kamil Susko est un footballeur international slovaque né le 6 novembre 1974.

## Carrière
- 1994-1995 : AS Trenčín  Slovaquie
- 1995-1997 : FK Inter Bratislava  Slovaquie
- 1997-2000 : Spartak Trnava  Slovaquie
- 2000-2002 : Baník Ostrava  Tchéquie
- 2002-2004 : PAOK Salonique  Grèce
- 2004-2005 : Sepahan Ispahan  Iran
- 2005-2007 : Spartak Trnava  Slovaquie
- 2007-2009 : Kapfenberger SV  Autriche